# Klosterneuburg
Klosterneuburg – miasto powiatowe w północno-wschodniej Austrii, w kraju związkowym Dolna Austria, w powiecie Tulln, leży nad Dunajem. Według danych z 1 stycznia 2014 liczyło 26 174 mieszkańców. Znajduje się tutaj średniowieczne opactwo. Do 31 grudnia 2016 siedziba powiatu Wien-Umgebung.

## Gospodarka
W mieście rozwinął się przemysł metalowy, materiałów budowlanych, chemiczny oraz drzewny.

## Geografia
Granice administracyjne Klosterneuburga bezpośrednio sąsiadują z granicami administracyjnymi Wiednia, od którego Klosterneuburg oddzielony jest dwoma wzgórzami: Kahlenberg i Leopoldsberg, a granica między tymi miastami jest jednocześnie granicą dwóch krajów związkowych: kraju związkowego Wiedeń i Dolnej Austrii. Przez Klosterneuburg przebiega droga krajowa B14. W granicach miasta leży również północna część wyspy Donauinsel. Na terenie Klosterneuburga znajduje się siedem gmin katastralnych (w nawiasach dane według stanu z 31 października 2011):
- Höflein an der Donau (pow.: 3,91 km²; ludn.: 809 mieszkańców)
- Kierling (pow.: 11,48 km²; ludn.: 3 053 mieszkańców)
- Klosterneuburg (pow.: 12,30 km²; ludn.: 14 485 mieszkańców)
- Kritzendorf (pow.: 12,34 km²; ludn.: 2 767 mieszkańców)
- Maria Gugging (pow.: 4,51 km²; ludn.: 1 056 mieszkańców)
- Weidling (pow.: 14,63 km²; ludn.: 3 166 mieszkańców)
- Weidlingbach (pow.: 17,03 km²; ludn.: 492 mieszkańców)

## Współpraca
Miejscowość partnerska:
- Göppingen, Niemcy (od 1971)